# Grupo Findlay
El Grupo Findlay es un grupo de islas en el archipiélago Ártico Canadiense en la región de Qikiqtaaluk, Nunavut. Este grupo del océano Ártico está formado por la isla Lougheed (la mayor de las islas), la Isla Edmund Walker, las islas Grosvenor y Patterson y un pequeño arenal bajo llamado isla Stupart en el canal poco profundo entre la isla Lougheed y la isla Edmund Walker.
El grupo de islas fue descubierto por el antropólogo Vilhjalmur Stefansson en su expedición entre 1913 y 1916, quien hizo un mapa de ellas con la excepción de la isla Patterson. El mapa fue confirmado y suplementado luego en mayo de 1929 por un inspector de la Policía Montada del Canadá.

## Ubicación
Las islas se encuentran a unas 25 millas (40,2 km) norte de la península de la isla de Bathurst y entre las dos las separa el estrecho de Desbarats. Por su parte, el estrecho de MacLean se encuentra al este del grupo Findlay en dirección a la isla Rey Christian. La isla Patterson es el más sureño del pequeño grupo de islas. 
Las islas están dispuestas en línea con dirección sureste hacia la isla Cameron, desde la isla Lougheed, la más norteña y la de mayor tamaño, bajando hacia la isla Edmund Walke, las islas Grosvenor y Patterson y la isla Supart la más sureña.

## Geología
La isla Lougheed tiene una bioestratigrafía sinemuriense, evidenciado de amonitas y palinomorfos recolectados de la isla. Su superficie es principalmente lutita y limolita, con intercalaciones de arenisca de grano muy fino hacia la parte superior de la superficie de la isla.
En los márgenes de la cuenca donde se asienta el grupo Findlay, la geología se superpone de manera discordante a varias eras del Triásico al Jurásico Inferior. Por encima de esta discordancia suele aparecer un conglomerado basal de piedra de hierro oolítica. La isla Lougheed se superpone de manera conformable a la Formación del estrecho de Maclean y se superpone de manera conformable a la Formación King Christian.